# Ghiacciaio Balanstra
Il ghiacciaio Balanstra è un ghiacciaio lungo 12 km e largo 4, situato sull'isola Brabant, una delle isole dell'arcipelago Palmer, al largo della costa nord-occidentale della Terra di Graham, in Antartide. In particolare, il ghiacciaio, che si trova a nord-est del ghiacciaio Hippocrates e a sud-ovest del ghiacciaio Mackenzie, fluisce in direzione est-sud-est lungo il versante sudorientale dei monti Stribog fino a entrare nel passaggio Pampa, a sud di punta Momino e a nord di punta Pinel.

## Storia
Il ghiacciaio Balanstra è stato così battezzato dalla Commissione bulgara per i toponimi antartici in onore dell'antico insediamento romano di Balanstra, nella Bulgaria occidentale.